# Free-to-play
I free-to-play (dall’inglese “giocabile gratuitamente”), abbreviati con la sigla F2P, o free-to-start (avviabile gratuitamente) sono videogiochi che permettono ai giocatori di fruire gratuitamente dei prodotti base, o comunque di buona parte di essi, con la possibilità di sbloccare contenuti e funzionalità extra a pagamento.
I videogiochi free-to-play basano spesso il guadagno su un sistema freemium, che consiste nell'offrire agli utenti una versione limitata del prodotto, che può essere modificata per comprendere tutti i contenuti attraverso pagamenti. Altri free-to-play, invece, offrono oggetti decorativi tramite microtransazioni oppure contenuti extra scaricabili.
Anche se i primi free-to-play sono stati principalmente giochi online multigiocatore di massa, il modello è spesso adottato da giochi inizialmente pubblicati a pagamento ma che dopo la distribuzione iniziale hanno introdotto microtransazioni: è questo il caso di prodotti come Team Fortress 2, H1Z1 e Counter Strike: Global Offensive.

## Categorie
Esistono diversi tipi di giochi free-to-play:
- Shareware, una prova di funzionalità variabile destinata a convincere gli utenti ad acquistare una licenza completa del gioco a pagamento. Conosciuto anche come demo del gioco, lo shareware spesso offre agli utenti gratuiti funzionalità fortemente limitate rispetto al gioco completo.

- I giochi freemium, come Star Wars:The Old Republic, Apex Legends, Fortnite Battle Royale e la maggior parte dei giochi MOBA, offrono la "versione completa" di un prodotto gratuitamente, mentre agli utenti vengono addebitati micropagamenti per accedere a funzionalità premium e beni virtuali, spesso in modo frammentario.

## Caratteristiche
Solitamente, i giochi free-to-play includono alcuni contenuti (quali mappe, dungeon o vere e proprie espansioni) nonché funzionalità riservate agli utenti paganti, quali la possibilità di automatizzare operazioni ripetitive; si parla in questo caso di utenti con account "premium".
Un altro metodo di monetizzazione adottato dagli sviluppatori consiste nella vendita di oggetti in-game, acquistabili tramite microtransazioni con denaro reale. Tali oggetti possono rappresentare articoli cosmetici, cioè che consentono al giocatore di personalizzare la propria apparenza senza ripercussioni sul gameplay, oppure potenziamenti, con una serie di vantaggi utili a migliorare l'esperienza di gioco. In alcuni casi tali acquisti risultano temporanei e dovranno esser riacquistati alla scadenza.
Ci sono particolari giochi tra i free to play, chiamati Pay-to-Connect, che richiedono un pagamento per l'accesso a determinati server, lasciandone però alcuni gratuiti.

## Sottocategorie
I free-to-play sono genericamente suddivisi in "puri", "ibridi" e "impuri" 
I free-to-play "puri" sono i giochi rilasciati in maniera totalmente gratuita per il pubblico, e su cui, in genere, lo sviluppatore ha deciso di non investire più. Uno degli esempi migliori di questo genere può essere Wolfenstein: Enemy Territory della Splash Damage, spin-off del più noto Return to Castle Wolfenstein, pubblicato nel 2003 come gioco gratuito giocabile esclusivamente in modalità multiplayer. I pregi dei free-to-play "puri", sono che si tratta di giochi in cui l'esperienza ludica non è limitata ed è uguale per tutti i giocatori, che così possono esprimere al meglio e in concreto le loro abilità e potenzialità. Inoltre accade spesso che subito, o pochi anni dopo l'uscita del gioco gratuito, la casa produttrice rilasci anche i codici di programmazione per il libero editing, così che i giocatori stessi possono creare nuove features, mappe, item o skin di gioco, di modo da aumentare il livello di agonismo globale. I difetti di questa categoria di free-to-play non mancano: trattandosi di giochi abbandonati, soffrono di una obsolescenza relativamente rapida, poiché non beneficiano del rilascio di patch ufficiali aggiornate, né di migliorie tecniche o ludiche di qualche tipo. Anche i server su cui poggiano questi giochi non sono affatto garantiti dalla casa produttrice, e spesso i giocatori devono ricorrere a server autofinanziati. Infine, oltre a spesso sortire problemi tecnici con l'avanzare della tecnologia e dei nuovi sistemi operativi, dato che non vengono rilasciati aggiornamenti di compatibilità, questi giochi soffrono molto anche il ricambio generazionale dei giocatori, laddove quelli di vecchia data lasciano per motivi di età, e quelli più giovani vengono abituati subito ad altri tipi di gameplay e anche qualità grafica.
I free-to-play "ibridi" sono giochi pubblicati gratis, ma con alcuni piccoli contenuti a pagamento che però non rilevano né influiscono sull'esperienza ludica dei videogiocatori. Esempio ne è il gioco del 2013 Dota 2, della Valve Corporation, spin-off della mappa amatoriale DotA di Warcraft 3. I contenuti acquistabili sono spesso di carattere puramente estetico, o riguardano partecipazioni a tornei ed eventi legati al gioco, ma comunque non si tratta mai di modificatori di esperienza o item aggiuntivi che rendono un giocatore più forte di un altro.